# Động đất Hải Nguyên
Động đất Hải Nguyên xảy ra vào 12:06 UTC ngày 16 tháng 12 năm 1920, tức 7 tháng 11 năm Canh Thân, tâm chấn nằm tại huyện Hải Nguyên, tỉnh Cam Túc (nay thuộc Ninh Hạ) của Trung Quốc. Động đất Hải Nguyên có cường độ 8,5 ML／7,8Mw, mạnh nhất trong số các trận động đất ghi nhận được tại Trung Quốc, cũng là trận động đất mạnh nhất ghi nhận được trên thế giới cho đến đương thời. Dư chấn do Động đất Hải Nguyên duy trì trong ba năm.
Căn cứ theo thống kê chính thức, khoảng 234.117 người tử vong, gây tử vong ghi nhận được cao thứ ba tại Trung Quốc. Riêng tại Hải Nguyên có quá 73.604 người tử vong, trong 200 km lân cận đều bị ảnh hưởng, có thể cảm nhận được chấn động từ Hoàng Hải đến Thanh Hải, từ Nội Mông đến Tứ Xuyên Sau động đất, Hải Nguyên núi lở đất nứt, do cư dân địa phương cư trú trong diêu động, do vậy khó chống chịu được sóng động đất, gây tử thương vô số.

## Tình hình
Động đất xảy ra vào lúc 12:06:53 UTC, tức 7:06:53 giờ tiêu chuẩn Lũng-Thục vào đương thời. Chấn tâm nằm tại huyện Hải Nguyên của tỉnh Cam Túc (nay thuộc Ninh Hạ), khu vực Lục Bàn Sơn đến hồ muối cạn, động đất có cường độ 8,5ML／7,8Mw, cấp 12 theo thang đo Mercalli. Độ sâu địa chấn là 17 km, là một trận động đất nông. Đây là trận động đất mạnh nhất ghi nhận được tại Trung Quốc và thế giới cho đến đương thời.
Sóng địa chấn nghiêm trọng nhất là trong phạm vi 200 km, bao gồm huyện Hải Nguyên, Cố Nguyên, Long Đức, Tây Cát, Tĩnh Viễn, Hội Ninh, Cảnh Thái, tại Hàm Dương hay Tây An của Thiểm Tây hay như một số nơi tại Tân Cương có nhà cửa đổ sập, phạm vi đạt 1,7 triệu km². Toàn Trung Quốc chịu ảnh hưởng, Bắc Kinh, Thượng Hải, Thái Nguyên, Trùng Khánh, Quảng Châu.. đều chịu phá hoại ở mức độ khác nhau, ước tính dân cư trên một phần tư diện tích Trung Quốc cảm nhận được chấn động. Toàn thế giới có 96 cục giám sát địa chấn ghi nhận được trận động đất này, sóng địa chấn gây nhiễu lưỡng quyển của Trái Đất.

## Sau tai họa
Theo thống kê chính thức đương thời, trong tỉnh Cam Túc có 234.117 người tử vong, khu vực chấn tâm Hải Nguyên có 73.604 người tử vong. Tuy nhiên, sóng động đất không chỉ lan trong nội bộ Cam Túc, các địa phương lân cận đều chịu thương vong nghiêm trọng, do vậy số người tử vong vẫn còn cần xem xét. Ngoài ra, do địa phương không có thông tin xác thực nên không thể khảo cứu số người thiệt mạng. Đây là trận động đất gây tử thương cao thứ năm toàn cầu, sau Động đất Gia Tĩnh, Động đất Ấn Độ Dương 2004, Động đất Đường Sơn và Động đất Aleppo 1138.
Trận động đất này có cường độ XII, tức cấp cao nhất theo thang Mercalli, biểu thị động đất gây tàn phá lớn nhất. Do động đất gây núi lở đất nứt, gây ra hiện tượng đất trượt, hình thành nhiều dạng đứt đoạn địa chất, địa hình thay đổi. Cư dân địa phương trú trên hoàng thổ, phần nhiều lấy diêu động làm nhà, do hoàng thổ dễ sụp đổ nên sau thiên tại các thôn trang tại Hải Nguyên biến đổi cực nhiều. Do núi lở nên hình thành các hồ nước lớn nhỏ bị ngăn cách. Thời gian đó là mùa đông, cư dân địa phương lại cư trú tại nơi có độ cao hơn 1000 m, do đó một bộ phận người còn sống sau động đất về sau bị thiệt mạng trong thời tiết giá rét.
Đương thời, mạng thông tin của Cam Túc lạc hậu, chỉ có đường điện thoại thô sơ, khó khăn trong liên lạc với bên ngoài. Chính phủ Bắc Dương cũng không tích cực cứu trợ và điều trị, trong khi chính cục Trung Quốc đương thời biến động, nội bộ chính phủ trung ương tham ô hủ bại, khiến rất nhiều khoản cứu trợ không thể tiếp cận trực tiếp với nạn dân và chính quyền cấp tỉnh.

## Công viên địa chất
Năm 2006, nội bộ Khu ủy Ninh Hạ đề xuất lập ý tưởng Bảo tàng Hải Nguyên. Đến năm 2007, chính quyền Ninh Hạ phê chuẩn lập "Công viên địa chất địa chấn huyện Hải Nguyên", công viên chủ yếu lấy di tích động đất làm cảnh quan chủ yếu, đồng thời đề cử làm điểm phong cảnh cấp quốc gia.